# Surface Mini
Surface Mini是一款未發行的平板電腦，是微軟原本計劃作爲Surface 2的後繼產品，配备了高通驍龍800处理器和7.5英寸（19公分）、4:3比例、默认纵向模式的觸摸顯示屏。与其前身一样，Surface Mini运行Windows RT 8.1，这是一种专为ARM 架构设计的移动操作系统，不兼容Win32应用程式，且只能从Microsoft商店安装應用。
2013年4月，有传言传出，微软正准备开发一款7英寸平板电脑，以挑戰競爭对手的同類產品，包括蘋果公司的iPad Mini和Google的Nexus 7。Surface Mini的发布日期从2013年推迟到2014年，并在2014年Surface活动前几周被取消。微軟的首席產品官帕諾斯·帕奈后来在2015年10月接受《连线》采訪时承認了Surface Mini專案確實存在。尽管如此，Windows Central还是获得并且公開了未曾发布的设备规格和照片等資訊。

## 历史
2013年4月，《华尔街日报》报道了關於微軟的7-英寸（18 cm）平板电脑的傳言，指该公司正在准备新的Microsoft Surface平板电脑系列，其中包括未命名的7英寸平板电脑，以应对蘋果公司的iPad Mini和Google的Nexus 7等竞争对手的产品。被報道的Surface RT迷你平板电脑配备高通驍龍800处理器。驍龍800处理器的加入增加了LTE连接，允许设备配备移動寬頻，微软生态系统和规划主管Mike Angiulo在2013年初暗示了未来有更多ARM设备預設搭配LTE的可能性。
在2013年的Build开发者大会上，微软公布了新的開發者工具，用以开发顯示大小為7和7.5-英寸（18、19 cm）的应用程序，这暗示了微软可能將會推出擁有同樣大小螢幕的產品。尽管在2013年微軟的Surface活动中没有展示它，但有关Surface Mini平板电脑的传言一直持续到9月。根据这些传言，它的显示屏尺寸已增加到7.5英寸（19 cm），这是電腦制造商并未广泛采用的屏幕尺寸。传闻中设备的屏幕纵横比也从16:9切换到了4:3，以便在纵向模式下使用。
据ZDNet的Mary Jo Foley称，微软将Surface Mini的发布推迟到2014年，因为它专注于开发2014年4月8日发布的Windows 8.1更新。当The Verge向微软的首席产品官Panos Panay询问其Surface系列中迷你平板电脑的可能性时，他拒绝回答，但暗示其未来的Surface系列可能具有多种规格和屏幕尺寸。

### 取消發佈
据彭博新聞社报道，虽然包括The Verge和Engadget在内的多家媒体预计该设备将在2014年Surface活动上发布，但微软在活动前幾周取消了该产品。因此，Surface Mini平板电脑并未在2014年Surface活动中亮相；取而代之的是Surface Pro 3。
Surface Pro 3用户手册中提到Surface Mini的觸控筆。2015年10月26日，在Panos Panay接受《连线》杂志采访时，Panos展示了Surface Book和被取消的Surface Mini，称他喜欢他的团队制造但从未正式发货的平板电脑。他还表示，该设备的设计感觉就像Moleskine笔记本的设计。
尽管Surface Mini被取消，但Windows Central还是获得了未发布的设备圖像，并在2017年6月发布之。Windows Central于2019年10月发布了对Surface Mini的评测，并给出了好评，将其评为4星（满分5星），并表示如果Surface Mini更新为更好的规格并配备Windows 10会更好。Windows Central也表示，运行Windows RT的设备被排除在約一年後的Windows 10升级之外，而且当时ARM版Windows 10不可用，才導致Surface Mini被取消。

## 特性

### 软件
Surface Mini附带Windows RT 8.1，这是一种行動作業系統，相比起Windows 8.1，它有一些限制，這尤其體現在應用程序安裝上。Windows RT 8.1包括Microsoft Office 2013 RT，一个针对ARM架構进行了优化的桌面应用程序。尽管提供了传统的Windows桌面环境，但用户无法安装Win32应用程序或其他针对ARM优化的应用程序，唯一的第三方程序來源爲Microsoft商店。Windows RT 8.1不包括Windows Media Player，预装了Xbox音樂和Xbox視訊应用程序。
Surface Mini没有升级至Windows 10的方法，因此该设备将继续运行Windows RT。

### 硬件
Surface Mini的外观是金属、玻璃和聚氨酯材料的组合。外壳由耐刮擦的聚氨酯材料制成。它将配备一个支架，该支架仅限附加於三个位置。内置的笔环允许用户在不使用时将Surface Pen固定在裝置上，也可用于打开支架。音量按钮、电源按钮、耳机插孔、Micro USB 端口和microSD插槽的材質爲金屬。Surface Mini的重量为0.8磅（360 g），大小爲8英寸 × 5.5英寸 × 0.35英寸（203.2 mm × 139.7 mm × 8.9 mm）。
Surface Mini配备高通驍龍800处理器和1GB随机存取存储器。其共有三組實體按鍵：电源按钮、主畫面按鈕和音量控制按鍵。Surface Mini的触摸屏显示屏为1440x1080像素，7.5英寸（19 cm）和4:3宽高比显示器，像素密度为240 ppi。设备支持所有四个方向的屏幕旋转，默认方向是纵向。开始菜单按钮位于屏幕底部。该设备配备了用于儲存程序和数据的32 GB內置記憶體，並可以使用microSD增加容量。该设备支持Wi-Fi 802.11a/b/g/n 和藍牙4.0，并具有前置2.1 MP鏡頭和后置5 MP鏡頭。